# Hastings International Chess Congress
Het Hastings International Chess Congress, ook kortweg bekend als Hastings, is een jaarlijks terugkerend schaakevenement in de Engelse badplaats Hastings.

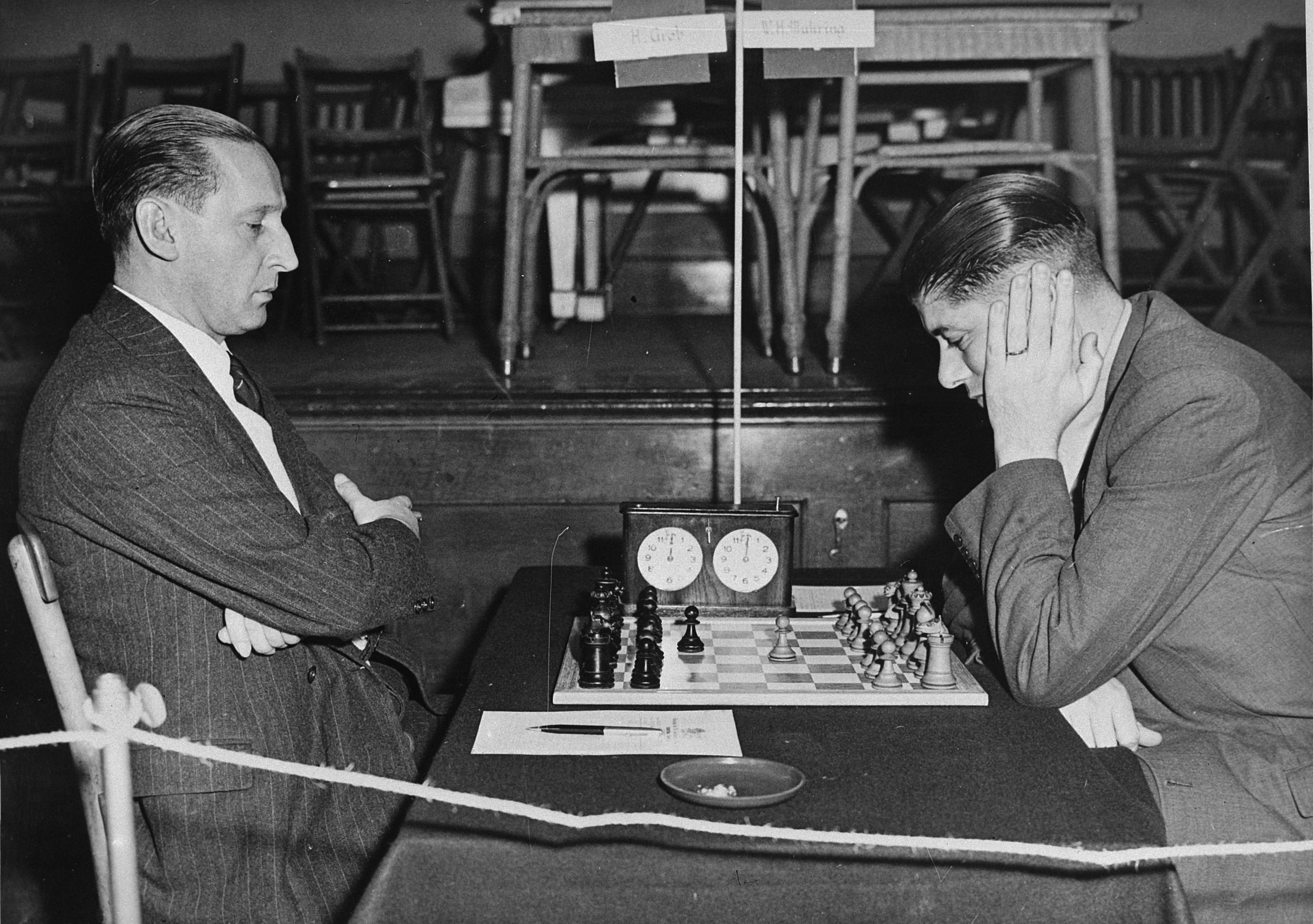
Henri Grob vs. Willem Muhring (Hastings, 1947-48)

Willem de Veroveraar was een verwoed schaker die, na zijn overwinning bij de Slag van Hastings in 1066, het schaken naar Engeland bracht. Op 15 juni 1882 kwam Hastings opnieuw in het schaaknieuws: er verscheen in de plaatselijke krant een advertentie met de volgende inhoud: "A meeting of those interested in chess will be held at the Albert Temperance Hall, Queen Road, Hastings on Wednesday, 28th June 1882". Er kwam een grote groep sterke schakers op af en dat werd het begin van Hastings, dat nu al meer dan honderd jaar vergaderingen houdt en toernooien organiseert. Het toernooi van 1895 was het bekendste toernooi uit de reeks.

## Zomertoernooien
| Editie | Jaar | Winnaar                |
| ------ | ---- | ---------------------- |
| 1      | 1895 | Harry Nelson Pillsbury |
| 2      | 1919 | José Raúl Capablanca   |
| 3      | 1922 | Aleksandr Aljechin     |
| 4      | 1995 | Suat Atalık            |